# 燕鄭侯
燕鄭侯（？—前729年），中國东周初年燕國的國君。燕国第十三任国君，燕哀侯之子。
前764年（周平王七年）燕鄭侯初立。在位三十六年，前729年（周平王四十二年）卒，子燕穆侯立。《史记索隐》认为《谥法》中没有郑字，郑或许是燕鄭侯的名字。
| 前任： 父燕哀侯 | 燕國君主 前764年—前729年 | 繼任： 子燕穆侯 |